# Limoges Handball
Limoges Handball forkortet til LH og tidligere Limoges Hand 87 er en fransk håndboldklub beliggende i Limoges i Haute-Vienne-afdelingen i Nouvelle-Aquitaine-regionen.
De har spillet i Ligue Nationale de Handball siden 2021.